# Brignoliella martensi
Brignoliella martensi är en spindelart som först beskrevs av Brignoli 1972.  Brignoliella martensi ingår i släktet Brignoliella och familjen Tetrablemmidae.
Artens utbredningsområde är Nepal. Inga underarter finns listade.